# Vilhelms Purvitis
Vilhelms Kārlis Purvītis, més conegut com a Vilhelms Purvitis, (Zaube, població del municipi de Jaunpils, Letònia, 3 de març de 1872 - Bad Nauheim, Alemanya, 14 de gener de 1945) fou un pintor paisatgista i educador letó. Va fundar l'Acadèmia d'Art de Letònia i en va ser el seu rector entre 1919 i 1934.

## Biografia
Purvitis va estudiar pintura a l'Acadèmia Imperial de les Arts a Sant Petersburg, Rússia de 1890 a 1897, principalment sota el professor Arkhip Kuindzhi, graduant-se amb la Gran Medalla d'Or. De 1898 a 1901 les seves pintures van ser exhibides a Berlín, Múnic, París i Lió amb gran èxit. A partir d'aleshores es va establir a Riga, viatjant a Spitsbergen (Noruega) l'any 1902 per estudiar la temàtica de la pintura de la neu.
Constantment estava experimentant i va arribar a convertir-se en un mestre d'escenes de neu. Purvitis va començar com un realista i més tard va ser influït per Cézanne i Munch acostant-se més cap a l'impressionisme. Va treballar com a professor del taller de pintura de paisatge a l'Acadèmia d'Art de Letònia de 1921 a 1944, de les arts visuals al departament d'arquitectura a la Universitat de Letònia de 1919 a 1940, i director de l'Escola d'Art de la ciutat de Riga de 1909 a 1915, Purvitis tenia una gran quantitat de seguidors i va ser reconegut com un dels millors de tota una escola de pintura de Letònia.
Moltes de les seves obres van ser destruïdes quan l'Exèrcit Roig va prendre Jelgava el 1944, mentre que moltes altres es van perdre quan van ser evacuades a Baviera.
Les restes de Purvitis van ser inhumades l'any 1994 al Cementiri del Bosc de Riga, després que Letònia recuperés la seva independència.

## Galeria

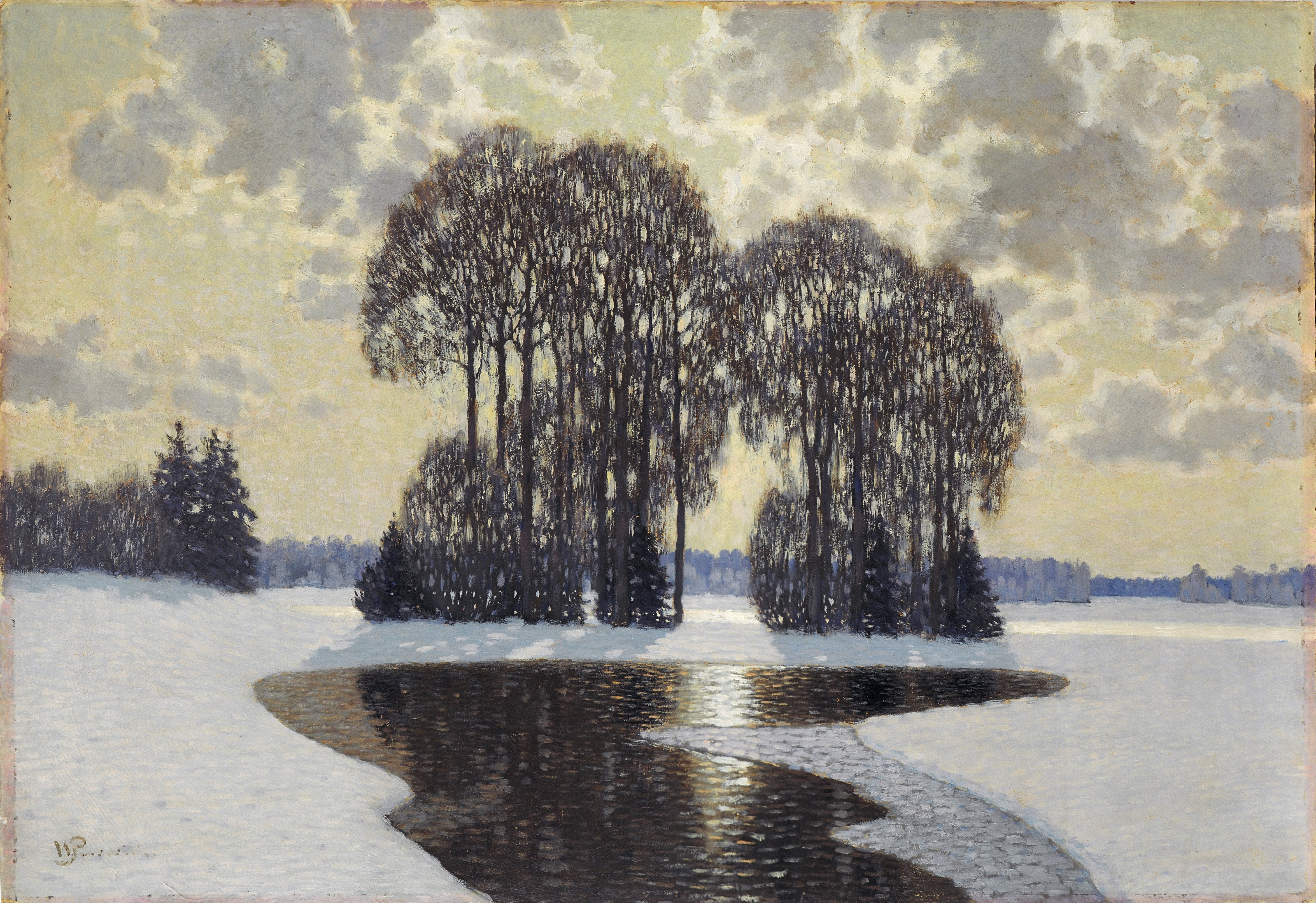
Hivern (1910)
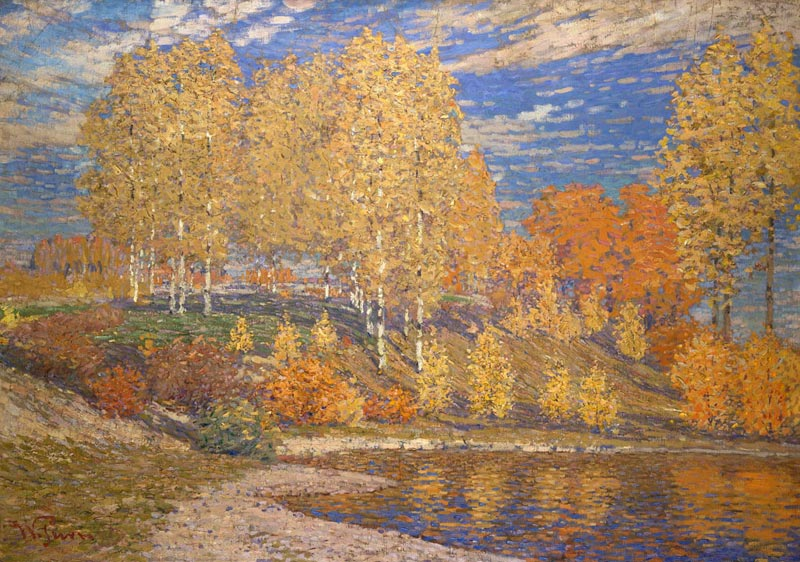
Sol de tardor (1909)
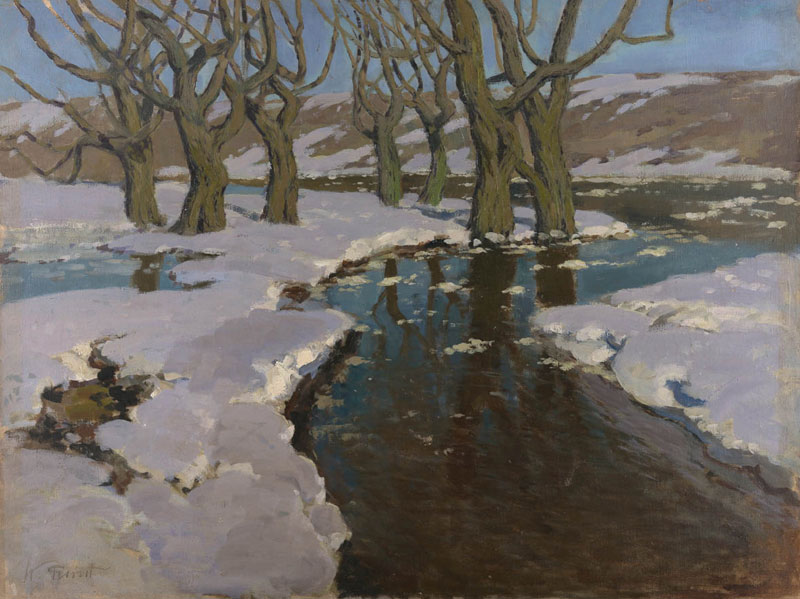
Principis de primavera (1898-1899)
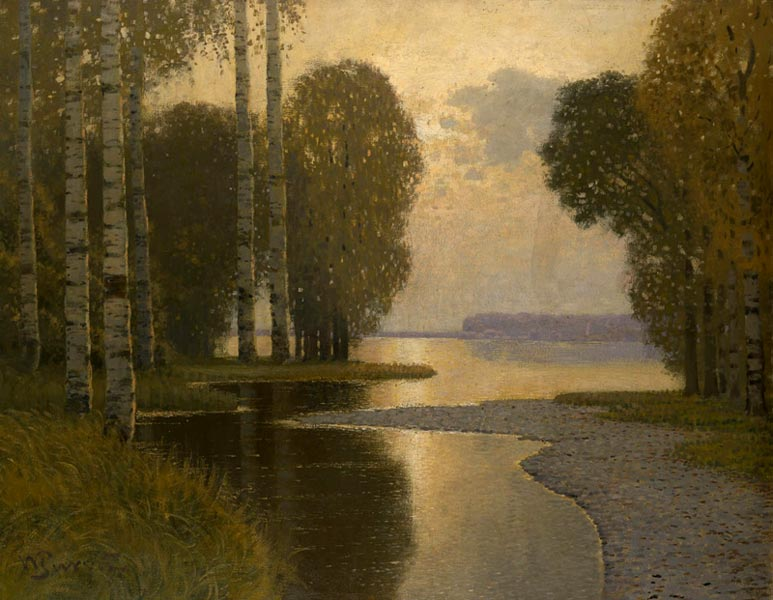
Paisatge amb bedolls (1910)